# 日向寺太郎
日向寺 太郎（ひゅうがじ たろう、1965年 - ）は、日本の映画監督。

## 経歴
1965年、宮城県仙台市に生まれる。日本大学芸術学部映画学科を卒業。
黒木和雄と松川八洲雄、羽仁進に師事する。1998年、『黒木和雄 現代中国アートの旅』（NHK）を手がける。
2005年、『誰がために』で映画監督デビュー。少年犯罪とその遺族を真正面から描き、新人監督ながらも人間の本質に迫り、主演の浅野忠信が第60回毎日映画コンクールにて男優主演賞を受賞するなど高い評価を得た。
2008年、野坂昭如の小説を実写映画化した『火垂るの墓』が公開される。松坂慶子が毎日映画コンクールにて女優助演賞を受賞、松田聖子が日本映画批評家大賞審査員特別賞を受賞。 
2009年、ドキュメンタリー『生きもの―金子兜太の世界―』（紀伊國屋書店よりDVDとして発売）は、映文連アワード２０１０グランプリ、教育映像祭で文部科学大臣賞。
2013年、北乃きい主演の『爆心 長崎の空』が第16回上海国際映画祭コンペティション部門にて上映される。2014年には、野田弘志の創作過程を捉えたドキュメンタリー映画『魂のリアリズム 画家 野田弘志』が公開される。
2010年から日本大学芸術学部映画学科で非常勤講師も務める。 

## 映画
- 誰がために（2005年）[8]
- 火垂るの墓（2008年）
- 生きもの 金子兜太の世界（2010年）
- 爆心 長崎の空（2013年）
- 魂のリアリズム 画家 野田弘志（2014年）
- こどもしょくどう（2018年）
- 安魂（2022年）

### テレビ
- 黒木和雄 現代中国アートの旅（1998年）